# Overton James
Overton James (Bromide, 21 de juliol de 1925 - 16 de setembre de 2015) fou un educador i antic governador de la Nació Chickasaw. Després de graduar-se en la universitat, va treballar com a professor a Oklahoma. Va ser nomenat primer governador el 1963 i va servir fins a 1971. Després va ser elegit president i va servir fins a la fi del seu últim mandat el 1987. El 1985, va ser acusat d'haver acceptat suborns il·legals per contractes de construcció dins de la Nació Chickasaw. Va ser acusat, es va declarar culpable, i condemnat a una petita pena de presó.

## Primers anys
Els seus pares foren Rufus (Cub) James i Vinnie May Seely, va ser criat a Wapanucka (Oklahoma). El seu nom en llengua chickasaw és Itoahtubbi.
Després de graduar-se a l'escola secundària en Wapanucka, James va passar dos anys i mig a la Marina dels Estats Units. Després va tornar a Oklahoma i es va matricular al Southeastern State College (ara Universitat Estatal del Sud-est) a Durant (Oklahoma), on va obtenir una llicenciatura en Educació el 1949. Va passar els següents deu anys ensenyant a l'escola i fent d'entrenador d'atletisme a Ravia, Caddo i Shattuck (Oklahoma). Mentrestant, va obtenir un Màster Southeastern State College en 1955.

## Governador de la Nació Chickasaw
El 1963 el president John F. Kennedy va nomenar James com a Governador de la Nació Chickasaw. Llavors era la persona més jove que va detenir aquest càrrec. Al final va servir quatre mandats consecutius de dos anys designat pel president, i després va ser escollit per a quatre mandats consecutius de quatre anys pels ciutadans de la Nació Chickasaw. També ha exercit com a president (per a quatre termes) del Consell Inter-Tribal de les cinc tribus civilitzades, president de la Confederació Choctaw-Chickasaw, expresident de la Comissió d'Assumptes Indígenes de l'Estat, membre del consell National Indian Athletic Hall of Fame, membre del Subcomitè d'Educació Indígena del Consell Nacional d'Oportunitats Índies, i membre del National Congress of American Indians. Fou succeït com a governador per Bill Anoatubby.
Preocupats pel mal estat de les instal·lacions d'atenció de salut per als chickasaws, James va començar a fer campanya per a la millora i el finançament per part del Govern Federal. Va pressionar als funcionaris del Servei de Salut Indígena (IHS) i al President de la Cambra de Representants dels Estats Units, Carl Albert. El 1968 l'IHS va obrir una clínica a Tishomingo (Oklahoma), el primer centre d'atenció a la salut en la Nació Chickasaw. No obstant això, la clínica només estava oberta dos dies a la setmana. El personal va complir dos dies a la setmana en un centre de Coalgate i un dia al Ardmore. Els habitants de la zona que havia de ser hospitalitzats van haver de viatjar a l'hospital més proper a Talihina o Lawton (Oklahoma)
Overton James fou introduït en el Chickasaw Hall of Fame en 1987.

## Acusació penal
En 1989 el Philadelphia Inquirer publicà un reportatge on indicava que Overton James va rebre 94.000 $ en suborns per ajudar Kraig Kendall, constructor de Shawnee (Oklahoma), a adquirir prop de 14 milions de dòlars en contractes per a fer treballs de construcció de la Nació Chickasaw. James fou acusat per un gran jurat federal dels càrrecs de frau i extorsió el 1985. Overton James va admetre que la seva companyia va rebre els diners i va ser condemnat a complir 9 mesos en una presó federal el gener de 1989.